# Grupa B din preliminariile Campionatului European de Fotbal 2020
Grupa B din preliminariile UEFA Euro 2020 este una din cele zece grupe care decid ce echipe se califică la turneul final al UEFA Euro 2020. Grupa B constă din cinci echipe: Lituania, Luxemburg, Portugalia, Serbia și Ucraina, unde vor juca fiecare cu fiecare tur-retur.
Primele două clasate se vor califica direct la turneul final. Spre deosebire de edițiile anterioare, nu vor exista baraje, ci doar un play-off în care accesul se face conform rezultatelor din Liga Națiunilor UEFA 2018–2019.

## Clasament
| Loc | Echipa     | MJ | V | E | Î | GM | GP | DG  | Pct | Calificare                  |     | Ucraina | Portugalia | Serbia | Luxemburg | Lituania |
| --- | ---------- | -- | - | - | - | -- | -- | --- | --- | --------------------------- | --- | ------- | ---------- | ------ | --------- | -------- |
| 1   | Ucraina    | 8  | 6 | 2 | 0 | 17 | 4  | +13 | 20  | Calificare la turneul final |     | —       | 2–1        | 5–0    | 1–0       | 2–0      |
| 2   | Portugalia | 8  | 5 | 2 | 1 | 22 | 6  | +16 | 17  | Calificare la turneul final |     | 0–0     | —          | 1–1    | 3–0       | 6–0      |
| 3   | Serbia (X) | 8  | 4 | 2 | 2 | 17 | 17 | 0   | 14  |                             |     | 2–2     | 2–4        | —      | 3–2       | 4–1      |
| 4   | Luxemburg  | 8  | 1 | 1 | 6 | 7  | 16 | −9  | 4   |                             | 1–2 | 0–2     | 1–3        | —      | 2–1       |          |
| 5   | Lituania   | 8  | 0 | 1 | 7 | 5  | 25 | −20 | 1   |                             | 0–3 | 1–5     | 1–2        | 1–1    | —         |          |

## Meciuri
Programarea meciurilor a fost publicată de UEFA în aceeași zi cu tragerea la sorți, la 2 decembrie 2018 la Dublin. Orele sunt date în CET/CEST, după cum au fost publicate de UEFA (orele locale, dacă diferă, sunt în paranteză).
| Luxemburg | 2–1             | Lituania                                                          |
| --------- | --------------- | ----------------------------------------------------------------- |
|           | Raport Wikidata | Gerson Rodrigues⁠(d) 10' Fedor Černych 14' Leandro Barreiro⁠(d) 45' |

| Portugalia | 0–0             | Ucraina |
| ---------- | --------------- | ------- |
|            | Raport Wikidata |         |

| Luxemburg | 1–2             | Ucraina                                                                |
| --------- | --------------- | ---------------------------------------------------------------------- |
|           | Raport Wikidata | David Turpel⁠(d) 34' Viktor Țîhankov 40' Gerson Rodrigues⁠(d) 48' (aut.) |

| Portugalia | 1–1             | Serbia                            |
| ---------- | --------------- | --------------------------------- |
|            | Raport Wikidata | Dušan Tadić 7' Danilo Pereira 42' |

| Lituania | 1–1             | Luxemburg                                        |
| -------- | --------------- | ------------------------------------------------ |
|          | Raport Wikidata | Gerson Rodrigues⁠(d) 21' Arvydas Novikovas⁠(d) 29' |

| Ucraina | 5–0             | Serbia                                                                     |
| ------- | --------------- | -------------------------------------------------------------------------- |
|         | Raport Wikidata | Ievhen Konopleanka 1', 30' Roman Iaremciuk⁠(d) 14' Viktor Țîhankov 26', 28' |

| Serbia | 4–1             | Lituania                                                                                         |
| ------ | --------------- | ------------------------------------------------------------------------------------------------ |
|        | Raport Wikidata | Aleksandar Mitrović 20', 34' Arvydas Novikovas⁠(d) 26' (pen.) Luka Jović 35' Adem Ljajić 47', 46' |

| Ucraina | 1–0             | Luxemburg             |
| ------- | --------------- | --------------------- |
|         | Raport Wikidata | Roman Iaremciuk⁠(d) 6' |

| Lituania | 0–3             | Ucraina                                                               |
| -------- | --------------- | --------------------------------------------------------------------- |
|          | Raport Wikidata | Oleksandr Zincenko⁠(d) 7' Ruslan Malinovskîi⁠(d) 17', 16' Marlos⁠(d) 27' |

| Serbia | 2–4             | Portugalia |
| ------ | --------------- | --- |
|        | Raport Wikidata | Gonçalo Guedes 13' Nikola Milenković 23' Cristiano Ronaldo 35' Aleksandar Mitrović 40' Bernardo Silva 41' William Carvalho⁠(d) 42' |

| Lituania | 1–5             | Portugalia                                                                                              |
| -------- | --------------- | --- |
|          | Raport Wikidata | Cristiano Ronaldo 7' (pen.), 17', 20', 31', 16' Vytautas Andriuškevičius⁠(d) 28' William Carvalho⁠(d) 47' |

| Luxemburg | 1–3             | Serbia                                                                |
| --------- | --------------- | --------------------------------------------------------------------- |
|           | Raport Wikidata | Nemanja Radonjić 10' David Turpel⁠(d) 21' Aleksandar Mitrović 36', 33' |

| Portugalia |        | Luxemburg |
| ---------- | ------ | --------- |
|            | Raport |           |

| Ucraina |        | Lituania |
| ------- | ------ | -------- |
|         | Raport |          |

| Lituania |        | Serbia |
| -------- | ------ | ------ |
|          | Raport |        |

| Ucraina |        | Portugalia |
| ------- | ------ | ---------- |
|         | Raport |            |

| Portugalia |        | Lituania |
| ---------- | ------ | -------- |
|            | Raport |          |

| Serbia |        | Luxemburg |
| ------ | ------ | --------- |
|        | Raport |           |

| Luxemburg |        | Portugalia |
| --------- | ------ | ---------- |
|           | Raport |            |

| Serbia |        | Ucraina |
| ------ | ------ | ------- |
|        | Raport |         |

## Disciplină
Un jucător este automat suspendat pentru următorul meci în cazul următoarelor infracțiuni:
- Cartonaș roșu (suspendările în acest caz pot fi mărite pentru infracțiuni grave)
- Trei cartonașe galbene în trei meciuri diferite, apoi ca al cincilea cartonaș galben și fiecare cartonaș galben după acesta (suspendările pentru cartonașe galbene se reportează pentru play-off, dar nu și la turneul final sau la alte meciuri internaționale viitoare)